# وزارة رشيد عالي الكيلاني الثالثة
وزارة رشيد عالي الكيلاني الثالثة أو الوزارة الكيلانية الثالثة هي الحكومة العراقية السابعة والعشرون.
خلفت هذه الوزارة وزارة نوري السعيد الخامسة واستمرت للفترة من 31 آذار 1940 إلى 30 كانون الثاني 1941 تشكلت بعدها وزارة طه الهاشمي.

## التشكيلة الوزارية
تكونت الوزارة من الوزراء أدناه:
- رئيس مجلس الوزراء: رشيد عالي الكيلاني، وكذلك وزير الداخلية
- وزير الدفاع: طه الهاشمي
- وزير الخارجية: نوري السعيد
- وزير المالية: ناجي السويدي
- وزير العدلية: ناجي شوكت
- وزير المعارف: صادق البصام
- وزير الأشغال والنقل: عمر نظمي
- وزير الاقتصاد: محمد أمين زكي، استقال في 1 تموز 1940 بسبب حالته الصحية فشغل وزير الدفاع طه الهاشمي المنصب بالوكالة في 4 تموز 1940
- وزير الشؤون الاجتماعية: رؤوف البحراني

في يوم 25 كانون الثاني 1941، استقال نوري السعيد من منصب وزير الخارجية، واستقال كذلك ناجي شوكت من منصب وزير العدلية. فشغل منصب وزير الخارجية علي محمود الشيخ، أما يونس السبعاوي فقد شغل منصب وزير العدلية.
وفي يوم 28 كانون الثاني 1941، عين كل من محمد علي محمود وموسى الشابندر بمنصب وزير بلا وزارة.